# 뮌징겐
뮌징겐(독일어: Münsingen)은 스위스 베른주의 베른-미텔란트구에 있는 자치체이다. 2013년 1월 1일에 트림슈타인의 이전 지자체가 뮌징겐에 병합되었으며, 2017년 1월 1일에 테게르치의 이전 지자체도 병합되었다.
마을은 베른과 툰 사이의 아레강에 있다.

## 역사

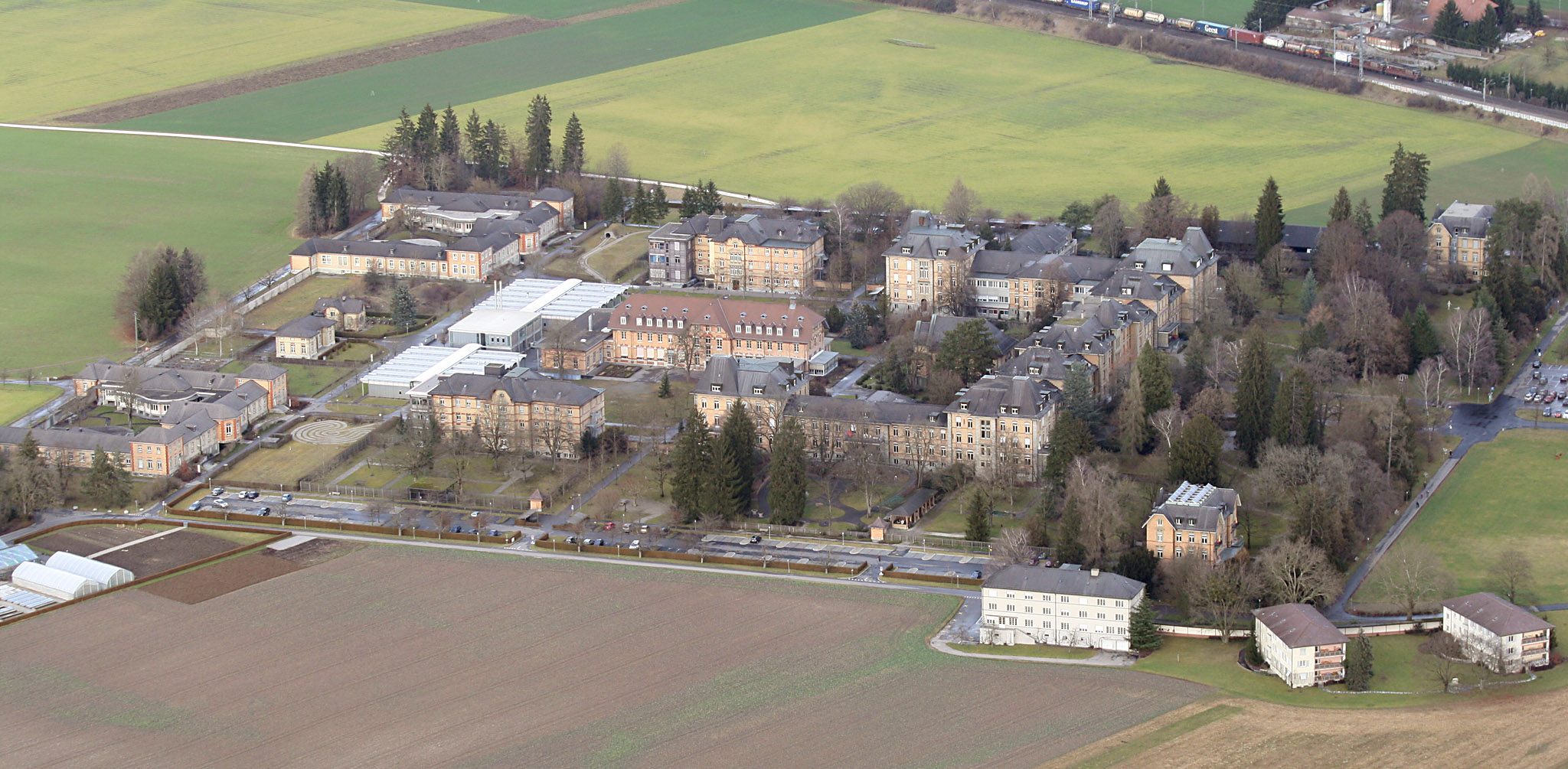
뮌징겐의 정신과 진료소

뮌싱겐은 기원전 400년경에 처음 정착한 켈트족 마을에서 발전했다. 이름의 기원은 알레만족에서 기인하지만 불분명하다. 초기와 중기의 라텐 문화 시대에 마을 주민들은 아레강을 따라 약 220개의 무덤을 지었다. 남자들 중 일부는 무기와 함께 묻혔고 여자와 아이들은 장신구와 함께 묻혔다. 마을에서 총 1,200개의 아이템이 발견되었다. 풍부한 유물 컬렉션과 명확한 지층 뮌징겐의 지층은 고고학자들이 독일에서 루마니아, 이탈리아에 이르기까지 고립된 무덤의 연대 측정 모델을 개발하는 데 도움이 되었다. 풍부한 무덤과 결합된 상대적으로 적은 수의 개인은 뮌징겐의 정착지가 켈트 귀족의 고향임을 나타낸다. 무덤 중 2개에는 두개골에 구멍이 뚫린 흔적을 보여주는 두개골이 있다.
로마 시대에는 오늘날 마을 교회가 서 있는 곳 근처에 시골 영지나 아주 작은 정착지가 있었다. 흩어진 벽 파편과 목욕탕이 발견되었다. 목욕탕 바닥은 물고기와 오세아누스 신을 묘사한 모자이크로 장식되었다. 목욕탕은 아마도 서기 2세기의 것이다.
뮌징겐은 993년에서 1010년 사이에 부르고뉴 왕 루돌프 3세가 쿠노 백작에게 수여했을 때 Munisingam으로 처음 언급되었다. 그것은 키스부르크가와 케링겐가의 손을 거쳤다. 그후, 13세기와 14세기에 뮌싱겐은 현재의 지자체가 파생된 젠 기사단의 영주 치하에 놓이게 되었다. 1377년, 가족의 마지막 구성원은 베른의 부유한 가족에게 마을을 팔았다. 그것은 베른시가 점차적으로 도시에 대한 모든 권리를 획득하기 전에 여러 가족을 거쳤다.
농민 전쟁 중 중요한 모임 장소이자 뒤이은 민주화 과정에서 뮌징겐은 베른주의 역사에서 중요한 역할을 했다.
원래 이 도시는 뮐리 계곡 위의 고지대에 위치한 성에서 통치되었다. 그러나 이 건물은 폐허가되어 거의 알려지지 않았다. 12세기까지 뮌징겐 마을에 또 다른 성이 세워졌다. 센 가문은 이 성에서 마을을 다스렸다. 그러나 1311년 베른에 의해 철거되었다. 3년 후인 1314년에 성터에 목조 별채가 세워졌다. 1550년 슐타이스 한스 프란츠 네겔리는 성 건물을 뮌징겐성으로 재건했다. 1749~53년에 개조 및 수리되었다. 1977년 시에서 성을 인수하여 시립 박물관으로 개조했다. 목조 별채는 1570년 슐타이스 요하네스 슈타이거에 의해 시골 저택으로 재건되었다. 1877년에 베른주에서 매입하여 주의 정신과 진료소로 개조되었다. 클리닉은 1930년대에 정신의학에 신체 요법을 도입하는 데 중요한 역할을 했다.

## 지리

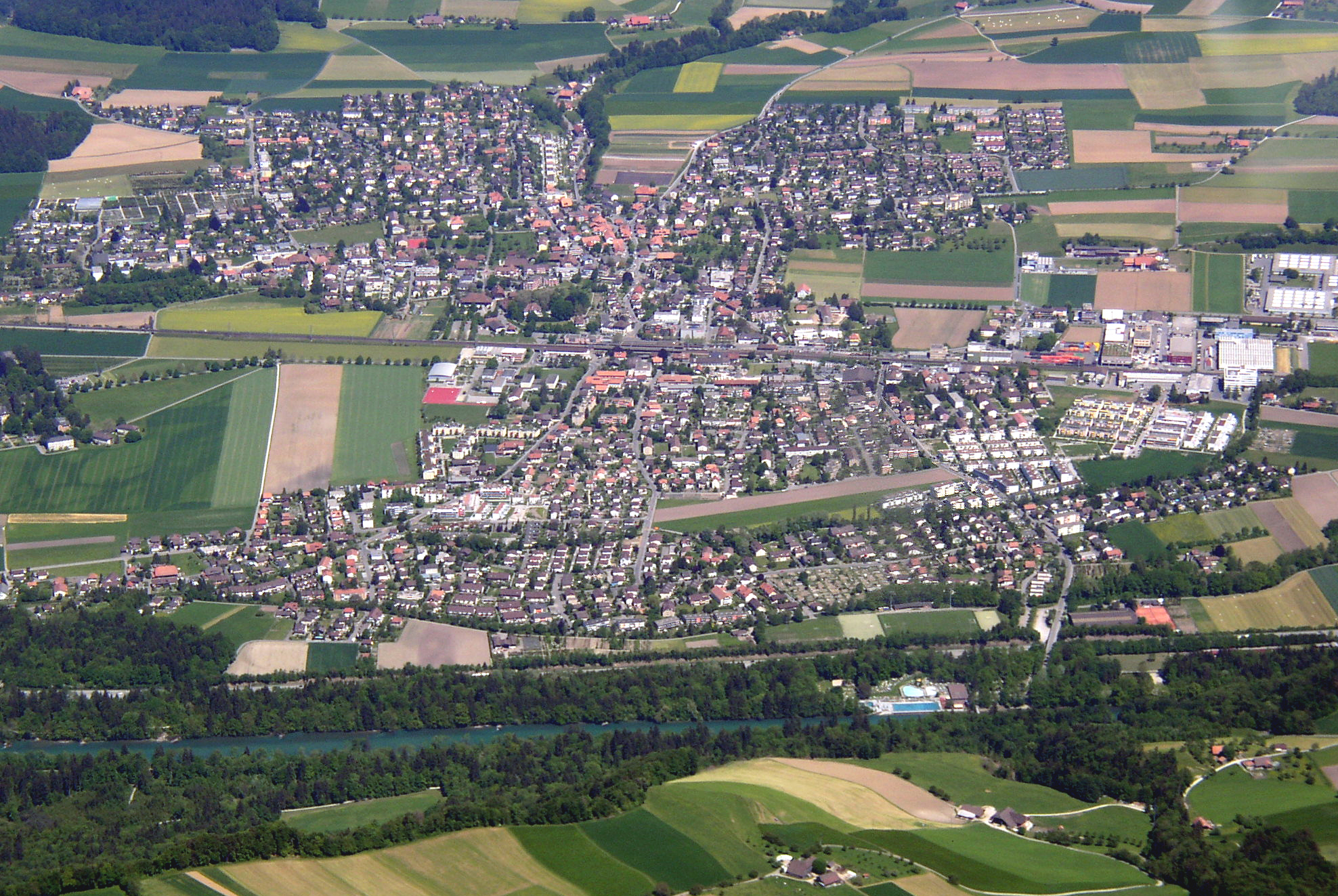
뮌징겐 마을의 공중뷰

뮌징겐의 면적은 15.77k㎡이다. 2017년 합병 이전의 시정촌 면적은 12.11k㎡였다. 이 면적 중 3.97k㎡ (46.8%)가 농업 목적으로 사용되는 반면 1.45k㎡(17.1%)는 삼림으로 사용된다. 나머지 토지 중 2.98k㎡ (35.1%)가 정착(건물 또는 도로), 0.12k㎡ (1.4%)가 강 또는 호수이고 0.02k㎡ (0.2%)는 불모지이다.
건축면적 중 공업용 건물이 전체 면적의 2.4%, 주택과 건물이 20.8%, 교통 기반시설이 8.3%를 차지했다. 공원, 녹지대, 운동장이 3.3%를 차지했다. 산림면적의 15.8%는 삼림이 무성하고, 1.3%는 과수원이나 작은 나무 군락으로 덮여 있다. 농경지 중 38.1%는 작물 재배에 사용되며, 6.6%는 목초지이며, 2.1%는 과수원이나 포도나무 작물에 사용된다. 시정촌의 모든 물은 흐르는 물이다.
시정촌은 아레강 계곡에 위치하고, 있으며, 뮌징겐 마을과 주의 정신과 진료소를 포함한다.
2009년 12월 31일에 시정촌의 이전 구역인 코놀핑엔구가 해산되었다. 다음 날 2010년 1월 1일에 새로 설립된 베른-미텔란트구에 합류했다.

## 인구통계

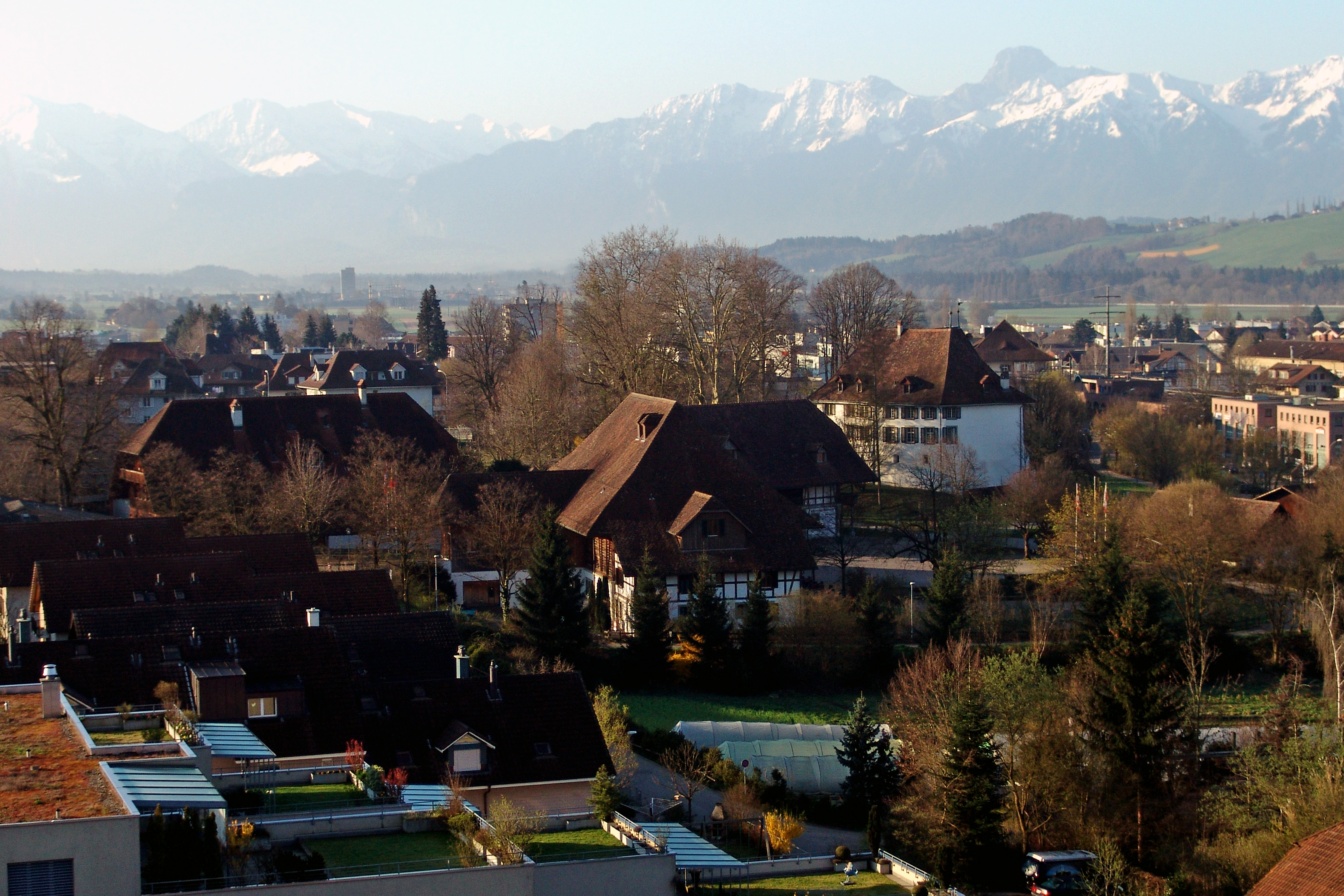
뮌징겐성과 주변 도시

2020년 12월 기준, 뮌싱겐의 인구는 12,966명이다. 2010년 기준으로 인구의 9.2%가 거주하는 외국인이다. 2001년부터 2011년까지 지난 10년 동안 인구는 0.1%의 비율로 변화했다. 이민은 –0.1%, 출생과 0.1%를 차지했다.

2000년 기준, 인구 대부분인 10,164명(92.9%이 독일어를 모국어로 사용하고, 이탈리아어가 160명(1.5%)으로 두 번째로 많이 사용하고, 프랑스어가 117명(1.1%)으로 세 번째이다. 로만슈어를 구사하는 사람이 9명 있다.
2008년 기준으로 인구는 남성 47.8%, 여성 52.2%이다. 인구는 4,644명의 스위스 남성(인구의 42.8%)과 535명의 비스위스계 남성(4.9%)으로 구성되었다. 스위스 여성은 5,203명(48.0%), 비스위스계 여성은 463명(4.3%)이었다. 시정촌 인구 중 2,660명(약 24.3%)이 2000년에 뮌징겐에서 태어나 그곳에 살았다. 같은 주에서 태어난 4,905명(44.8%)이 있었고, 스위스 다른 곳에서 태어난 1,714명(15.7%)이 있었다. 1,167명(10.7%)이 스위스 외부에서 태어났다.
2011년 기준으로 아동·청소년(0~19세)이 20.4%, 성인(20~64세)이 58.4%, 노인(64세 이상)이 21.2%를 차지한다.
2000년 기준으로 시정촌에 미혼이거나, 독신인 사람은 4,580명이다. 기혼자는 5,256명, 미망인은 571명, 이혼한 사람은 530명이었다.
2000년 기준 1인 가구는 1,386가구, 5인 이상 가구는 249가구이다. 2000 년에는 총 4,274가구(전체의 93.7%)가 영구 임대되었고, 210가구(4.6%)가 계절적으로, 78가구(1.7%)가 비어있었다. 2010년 기준 신규주택 건설률은 인구 1,000명당 3.4세대였다. 2011년 시정촌 공실률은 1.08%였다.

역사적 인구는 다음 차트에 나와 있다.

## 국가중요문화재
뮌징겐 보건소 건물, 마을 행정청, USM 공장과 기업 사무실은 국가적으로 중요한 스위스 유산으로 등록되어 있다. 뮌징겐 보건소 주변의 시설과 부지는 스위스 유산 목록의 일부이다.

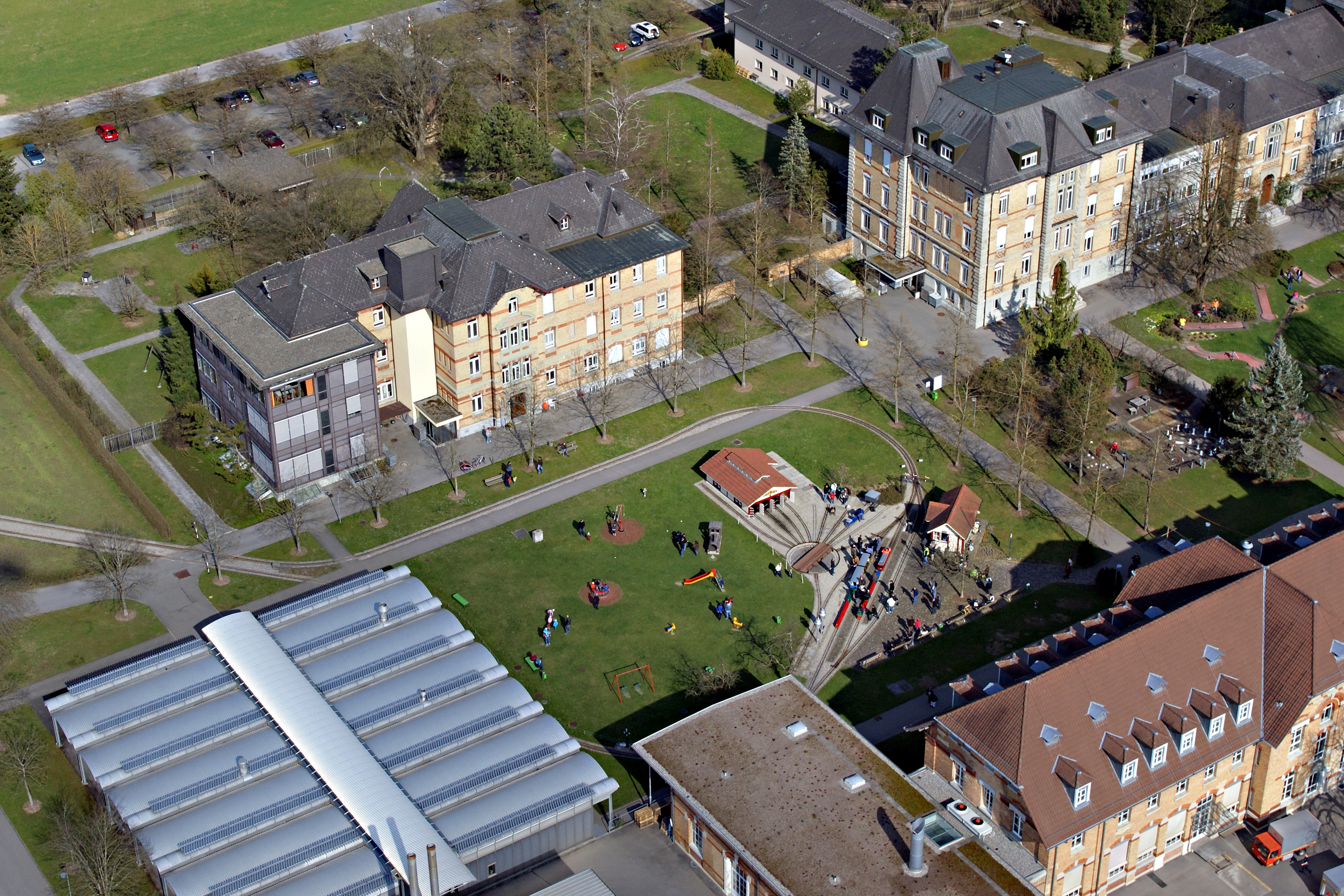
뮌징겐 보건소
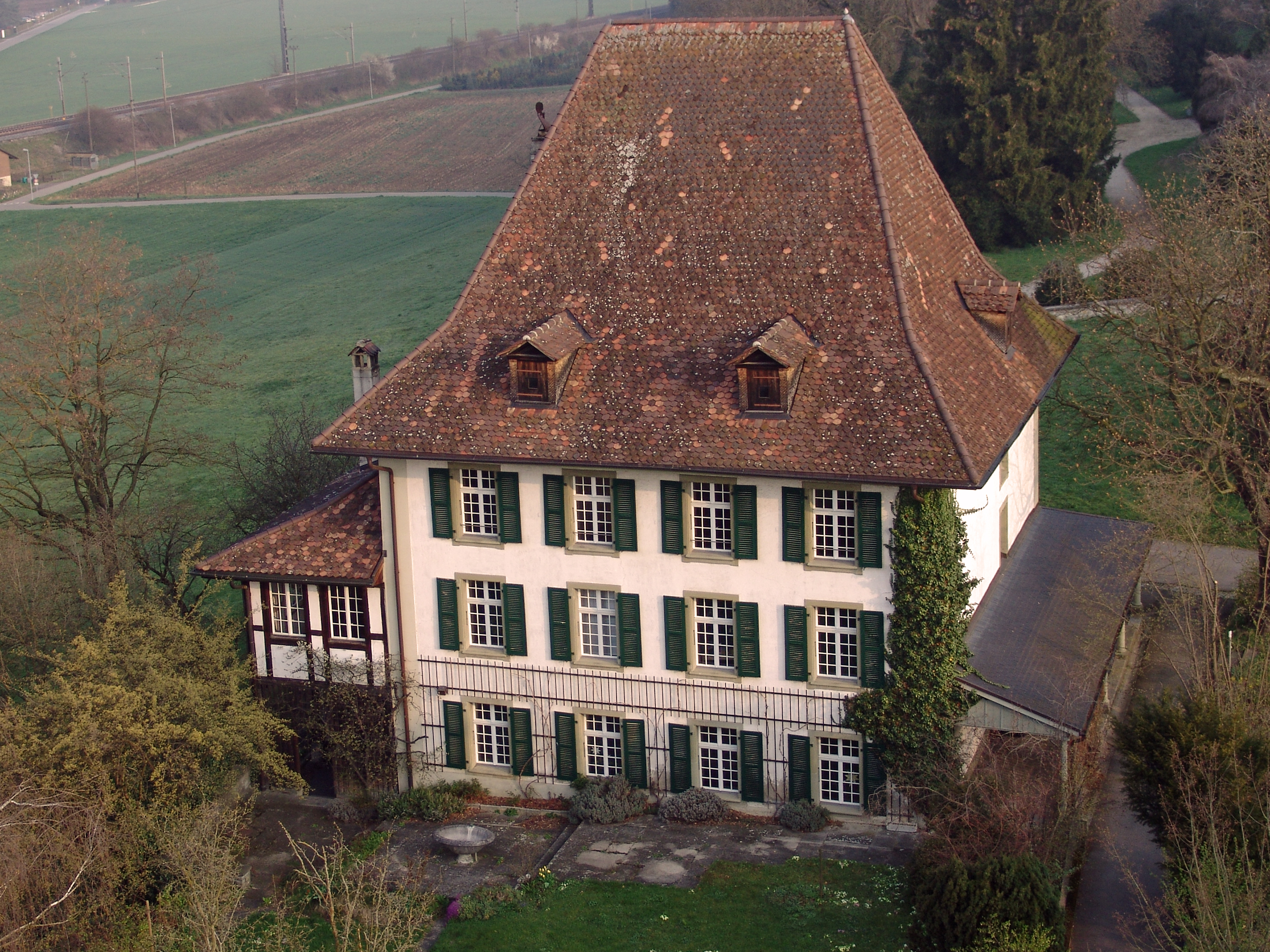
마을 교구목사관
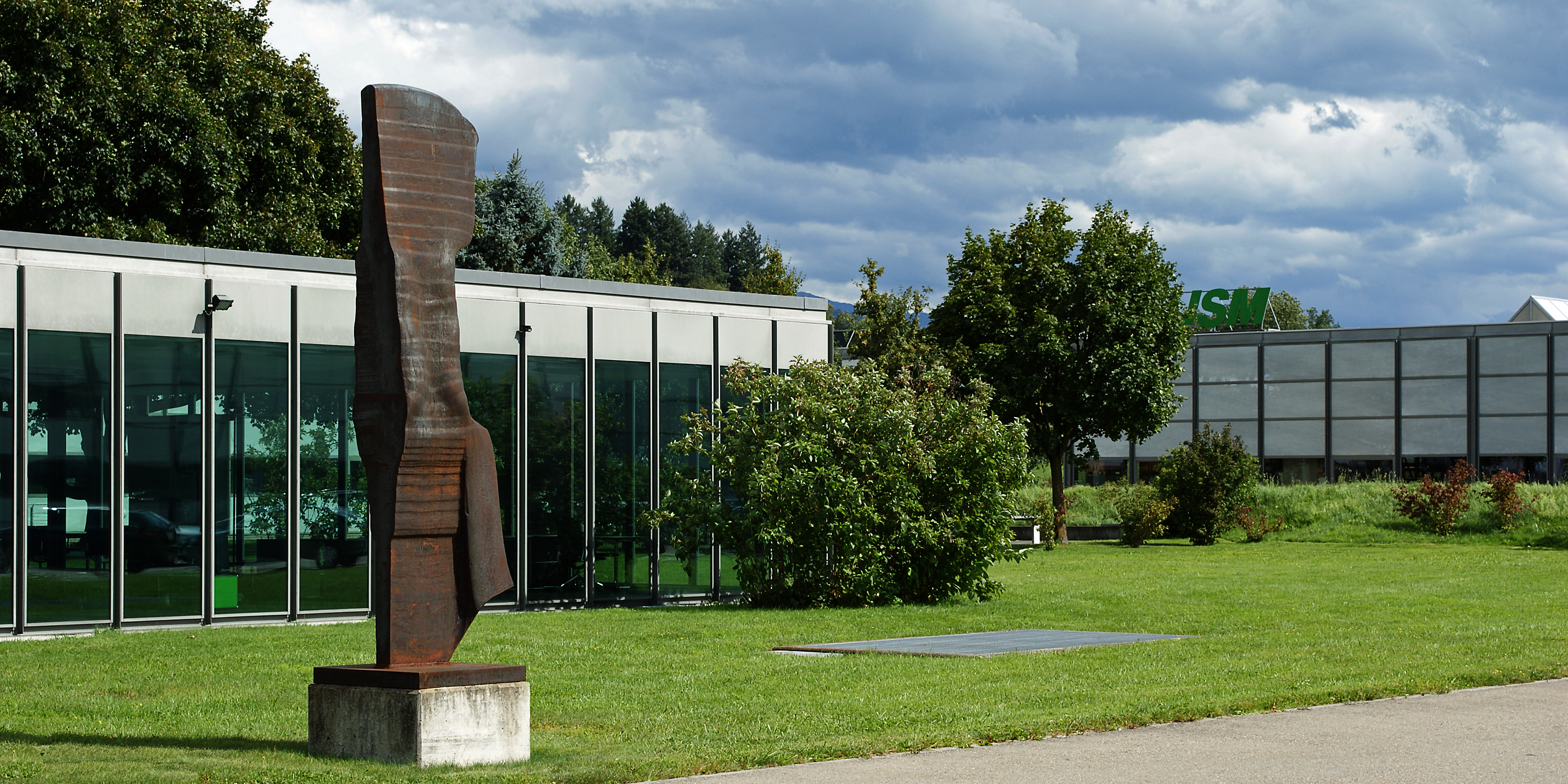
USM 공장 및 기업 사무실을 위한 방문자 센터

### 볼거리
- 뮌징겐성

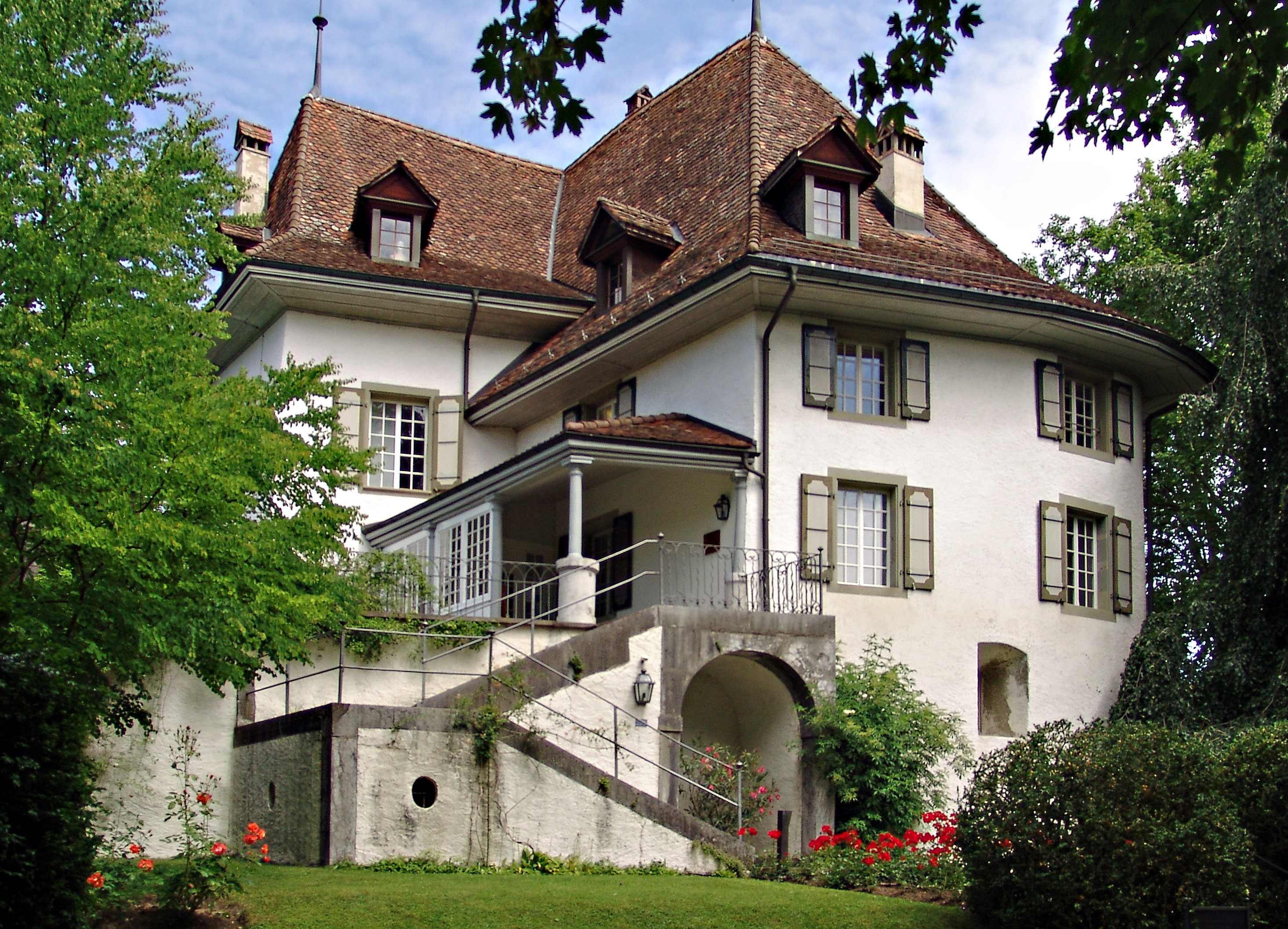
뮌징겐성

- 농업학교 슈반트 (구 슈반트 농업학교)

## 정치
뮌징겐은 7명으로 구성된 의회와 30석으로 구성된 시의회에 의해 관리된다.
2011년연방 선거에서 가장 인기 있는 정당은 21.4%의 득표율을 기록한 스위스인민당(SVP) 이었다. 다음으로 가장 인기 있는 3개 정당은 사회민주당(SP) (19.1%), 보수민주당(BDP) (16.7%), 녹색당 (12.8%)이었다. 이번 연방 총선에서는 총 4,488표가 투표되었고, 투표율은 55.3%였다.

## 종교
2000년 인구 조사에서 7,464명(68.2%)이 스위스 개혁 교회에 속했고, 1,472명(13.5%)이 로마 가톨릭 신자였다. 나머지 인구 중 정교회 교인은 57명(인구의 약 0.52%), 크리스찬 가톨릭 교회 교인은 7명(0.06%), 1,181명이었다. 다른 기독교 교회에 속한 개인(또는 인구의 약 10.80%). 유대인은 6명(0.05%)이었고, 이슬람교는 261명(2.39%)이었다. 21명의 불교 신자가 있었다. 힌두교 88명과 다른 교회에 속한 4명. 687명(인구의 약 6.28%)은 교회에 속하지 않았고, 불가지론자 또는 무신론자였으며, 271명(인구의 약 2.48%)은 질문에 대답하지 않았다.

## 경제

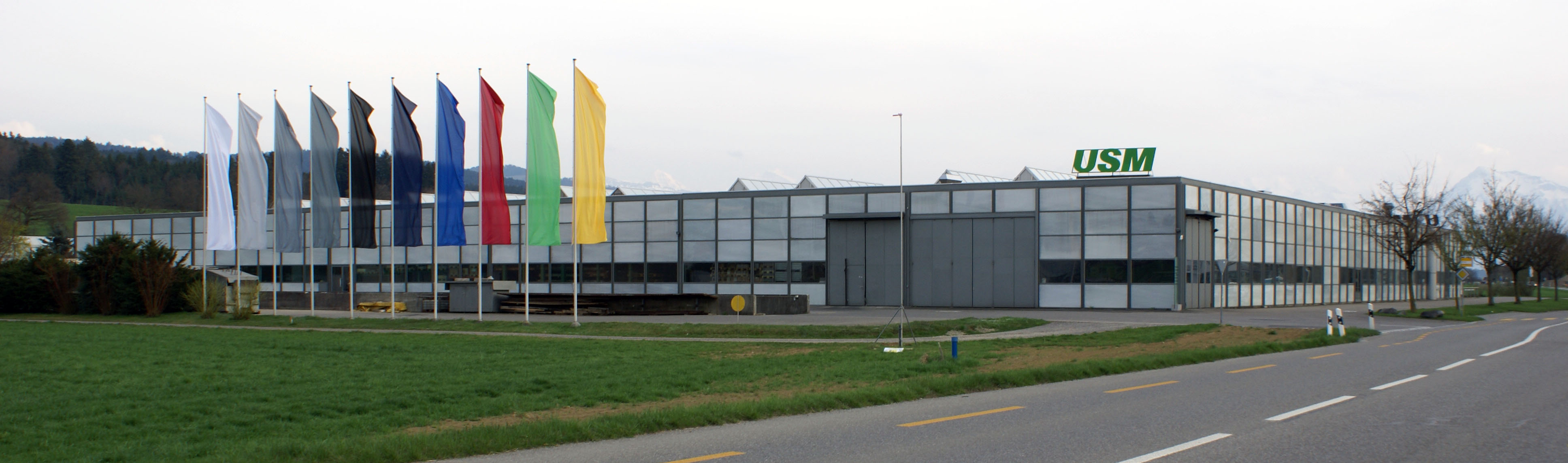
뮌징겐의 USM 공장

뮌징겐의 가장 중요한 기업은 국제적으로 알려진 사무용 가구 생산업체인 USM(Ulrich Schaerer 뮌징겐)의 회사이다.
2011년 현재 뮌징겐의 실업률은 1.8%이다. 2008년 기준으로 시정촌에 고용된 사람은 총 5,778명이다. 이 중 1차 경제 부문에 48명이 고용되었고, 이 부문에 약 16개 기업이 참여했다. 1,485명이 2차 부문에 고용되었고, 이 부문에 91개의 기업이 있었다. 4,245명이 3차 부문에 고용되었으며, 이 부문에는 398개의 기업이 있다. 시정촌 주민은 5,729명으로 일정 정도 고용되었으며, 그중 여성이 전체 노동력의 45.4%를 차지했다.
2008년에는 총 4,680개의 정규직이 있었다. 1차 부문의 일자리 수는 37개였으며, 그중 36개는 농업, 1개는 임업 또는 목재 생산이었다. 2차 부문의 일자리 수는 1,386개로 그 중 제조업이 1,042개(75.2%), 건설업이 327개(23.6%)였다. 3차 부문의 일자리 수는 3,257개였다. 3차 부문에서 756개(23.2%)는 도소매 또는 자동차 수리업, 56개(1.7%)는 물품의 이동 및 보관, 153개(4.7%)는 호텔 또는 레스토랑, 63개(1.9%)는 정보 산업에 종사했다. 113개(3.5%)가 보험 또는 금융 산업, 188개(5.8%)가 기술 전문가 또는 과학자, 400개(12.3%)가 교육, 1,175개(36.1%)가 의료 분야에 있었다.
2000년 기준으로 시정촌으로 출퇴근하는 근로자는 3,211명, 출퇴근자는 3,464명이었다. 지자체는 근로자의 순수출 지자체이며, 들어오는 1명당 약 1.1명의 근로자가 지자체를 떠나고 있다. 근로 인구 중 31.7%가 출퇴근용 대중교통을, 38.1%가 자가용을 이용하였다.

## 교육

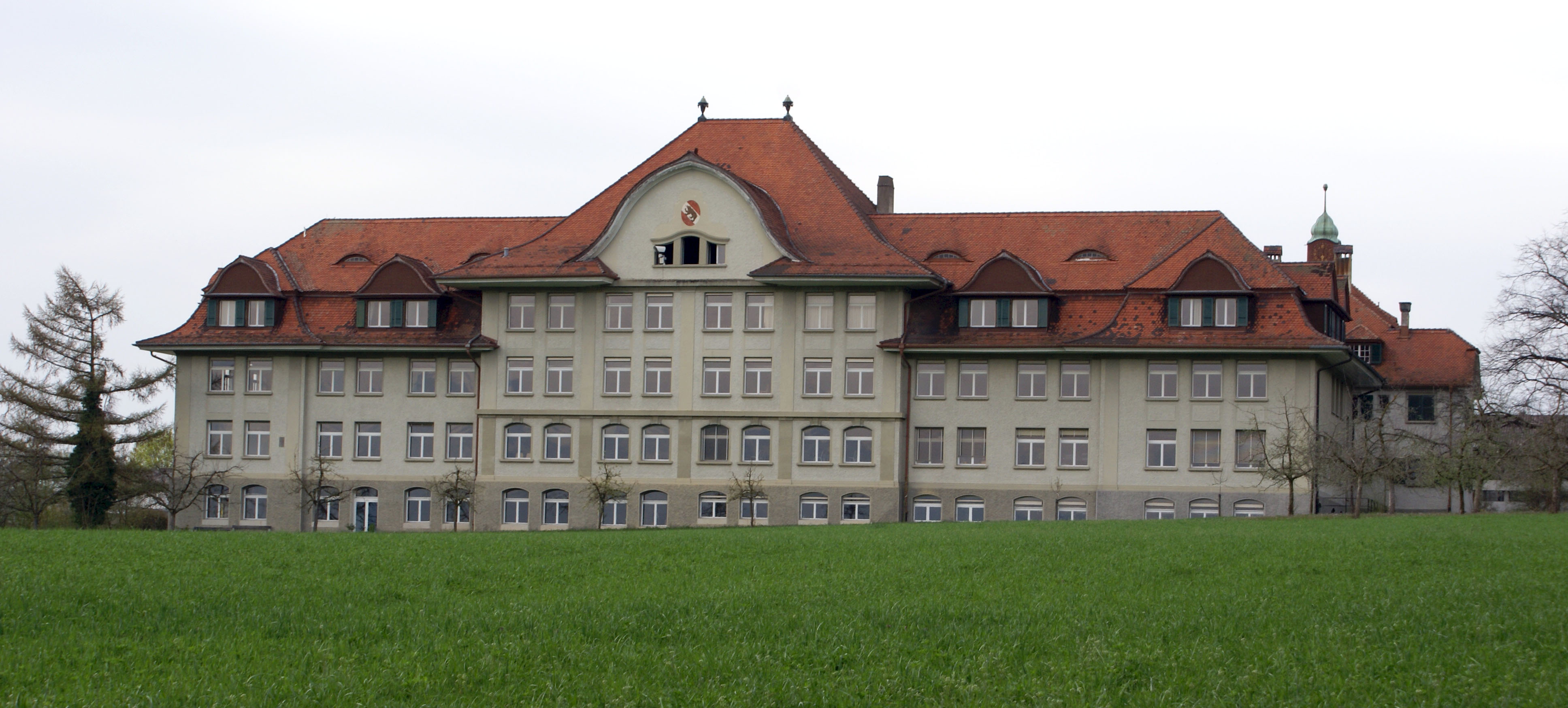
슈반트-뮌징겐 농업 학교

뮌징겐의 교육 제공은 초등학교에서 중학교 및 중등학교(Realschule 및 Sekundarschule), 고등 교육(Vorgymnasium)까지 모든 수준을 포괄한다.
뮌징겐에서는 인구의 약 4,747명(43.4%)이 비필수 고등교육을 이수했으며, 1,504명(13.8%)이 추가 고등교육(대학 또는 응용학문대학)을 마쳤다. 고등교육을 마친 1,504명 중 73.5%가 스위스 남성, 19.5%가 스위스 여성, 4.8%가 비스위스계 남성, 2.2%가 비스위스계 여성이었다.
베른주의 학교 시스템은 1년의 의무 없는 유치원, 6년의 초등학교를 제공한다. 이후 3년 동안의 의무적 중학교 과정을 거쳐 학생들을 능력과 적성에 따라 구분한다. 중학교 이하 학생들은 추가 학교에 다니거나 견습생으로 들어갈 수 있다.
2010-11학년도 동안 총 1,341명의 학생이 뮌징겐의 수업에 참석했다. 시정촌에는 177명의 학생이 있는 10개의 유치원 수업이 있었다. 유치원생 중 14.1%는 스위스의 영주권자 또는 임시 거주자(시민권 아님)였으며, 19.8%는 교실 언어와 다른 모국어를 사용한다. 지자체에는 34개의 초등 학급과 682명의 학생이 있었다. 초등학생 중 11.6%는 스위스의 영주권 또는 임시 거주자(시민권 아님)였으며, 16.7%는 교실 언어와 다른 모국어를 사용한다. 같은 해에 총 454명의 학생이 있는 23개의 중학교가 있었다. 스위스의 영주권 또는 임시 거주자(시민이 아님)인 8.4%와 교실 언어와 모국어가 다른 9.9%가 있었다.
2000년 기준으로 뮌싱겐에는 다른 지자체에서 온 학생이 204명, 지자체 이외의 학교에 다니는 거주자는 355명이다.

## 스포츠
FC 뮌징겐은 마을의 축구 클럽이다.

## 교통
- 뮌징겐역